# ヘンリー・ゴア (初代アナリー男爵)
初代アナリー男爵ヘンリー・ゴア（英語: Henry Gore, 1st Baron Annaly、1728年3月8日 – 1793年6月5日）は、アイルランド王国の政治家、貴族。

## 生涯
裁判官ジョージ・ゴアとブリジット・サンキー（Bridget Sankey、ジョン・サンキーの娘）の息子として、1728年3月8日に生まれた。
1758年から1760年までロングフォード・カウンティ選挙区の代表として、1761年から1768年までレインズバラ選挙区の代表として、1768年から1789年まで再びロングフォード・カウンティ選挙区の代表としてアイルランド庶民院議員を務めた。ほかにも1765年にロングフォード県長官を務め、1770年に関税検査官（Examiner of the Customs）を務めた。
1764年8月4日、メアリー・スミス（Mary Smyth、1737年頃 – 1812年3月1日、スケッフィントン・ランダル・スミスの娘）と結婚した。
1789年9月23日、アイルランド貴族であるロングフォード県におけるテネリックのアナリー男爵に叙された。これは兄ジョンの爵位と全く同じであり、1784年にジョンが死去し爵位が廃絶してからわずか5年で復活した形となった。しかし、ヘンリーは1793年6月5日にダブリンで死去、やはり後継者がおらず爵位は一代で廃絶した。